# 1945 год в авиации
Список событий в авиации в 1945 году.

## События
- 22 января — первый полёт истребителя Як-3РД с дополнительным ЖРД.
- 25 января — первый полёт американского реактивного палубного истребителя FH-1 Phantom.[1]
- 3 марта — первый полёт экспериментального истребителя И-250.
- 18 марта — первый полёт американского штурмовика A-1 «Скайрейдер».
- 6 апреля — первый полёт экспериментального истребителя-перехватчика Су-5. Самолёта с комбинированной силовой установкой, состоявшей из поршневого двигателя ВК-107А с четырёхлопастным винтом и мотокомпрессорного ВРДК Холщевникова.
- 7 апреля - в ходе атаки американских бомбардировщиков и торпедоносцев уничтожен японский суперлинкор "Ямато".
- 5 мая — приказом № 193 Народного комиссара авиационной промышленности СССР А. И. Шахурина на заводе № 478 было создано опытно-конструкторское бюро, ныне ЗМКБ «Прогресс» им. академика А. Г. Ивченко.
- 11 августа — первый полёт аргентинского военно-транспортного планёра FMA I.Ae. 25 Mañque.
- 15 августа — первый полёт Ил-12.
- 10 ноября — первый полёт учебно-тренировочного истребителя Як-11.

### Без точной даты
- Снят с эксплуатации японский торпедоносец Aichi B7A Ryusei.

## Персоны

### Скончались
- 11 февраля — Иван Семёнович Полбин, советский лётчик, дважды Герой Советского Союза (1942, 1945 посмертно), гвардии генерал-майор авиации (1943).
- 1 марта — Абухов, Константин Васильевич, участник Великой Отечественной войны, командир 143-го гвардейского штурмового авиационного полка 8-й гвардейской штурмовой авиационной дивизии 1-го гвардейского штурмового авиационного корпуса 2-й воздушной армии 1-го Украинского фронта, Герой Советского Союза (1945), гвардии майор.
- 29 июля — Горбунов, Владимир Петрович, советский авиаконструктор и организатор авиапромышленности, руководитель проекта по созданию истребителя ЛаГГ-3, главный конструктор по самолётостроению (с 1939 г.), лауреат Сталинской премии 1 степени (1941) совместно с С. А. Лавочкиным и М. И. Гудковым.
- 12 декабря — Гаккель, Яков Модестович, русский советский инженер, внёсший значительный вклад в развитие отечественного самолёто- и тепловозостроения первой половины XX века, учёный-электротехник.